# AmbLOXe
AmbLOXe ist ein Enzym aus der Gruppe der Lipoxygenasen, das in dem Axolotl (Ambystoma mexicanum) gebildet wird und an dessen Wundheilung und Regeneration abgetrennter Körperteile beteiligt ist. Das Wort setzt sich aus drei Teilen zusammen: LOX steht für die Lipoxygenasen, Amb für das Ambystoma und das e für den Bildungsort in der Epidermis.

## Eigenschaften

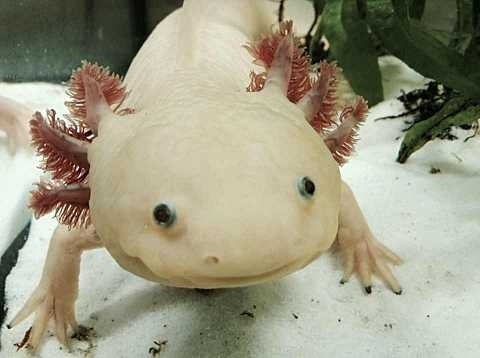
Axolotl (Ambystoma mexicanum)

LOXe wird in der Epidermis und in Blastemen gebildet und bindet Eisenionen. Das Enzym ist eine Dioxygenase und somit eine Oxidoreduktase. In den ersten 71 Aminosäuren befindet sich eine PLAT-Domäne, gefolgt von der Lipoxygenase-Domäne. AmbLOXe wurde bei dem mexikanischen Schwanzlurch Axolotl (Ambystoma mexicanum) im Zusammenhang mit dessen besonders weitgehender Fähigkeit, ganze Gliedmaßen und Organe innerhalb kurzer Zeit zu regenerieren, nachgewiesen.

## Regeneration von Körperteilen
In Studien zum Mechanismus der Regeneration von Körperteilen bei dem mexikanischen Axolotl stieß man auf das Enzym AmbLOXe. Liegt eine Verletzung vor, wird die Wunde zunächst von Haut umschlossen. Danach bildet sich ein Regenerationsblastem, eine Ansammlung von undifferenzierten Zellen, in diesem wird vor allem während der Neuentwicklung von Gliedmaßen AmbLOXe exprimiert. AmbLOXe soll hierbei eine wichtige Rolle im Bezug auf Zellmigration und Zellteilung spielen und somit die Wundheilung und Regeneration deutlich beschleunigen.

## Mögliche Anwendung beim Menschen
Einige Forschungseinrichtungen, wie beispielsweise das 2010 gegründete „Ambystoma Mexicanum Bioregeneration Center“ (AMBC) in Niedersachsen, beschäftigen sich damit, die bemerkenswerte Fähigkeit der Regeneration des Axolotls auch auf Säugetiere beziehungsweise auf den Menschen zu übertragen. Versuche in vitro haben gezeigt, dass Säugetierzellen, in die AmbLOXe eingeschleust wurde, eine schnellere Zellmigration aufgewiesen haben und Wunden somit schneller verschlossen haben als Zellen, die menschliche Lipoxygenasen exprimiert haben. Bei Versuchen in vivo zeigte sich ebenfalls eine verbesserte Wundheilung, wenn AmbLOXe-exprimierende Zellen eingesetzt wurden. Die epidermale Lipoxygenase des Axolotls wird für verschiedene klinische Anwendungen untersucht, beispielsweise in der narbenfreien Wundheilung.